# Metapedia

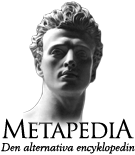
Het logo van Metapedia, waarin een uitsnede van de sculptuur Jünglingsgestalt van de omstreden Duitse beeldhouwer Arno Breker verwerkt is

Metapedia is een fascistische en antisemitische internetencyclopedie die qua vormgeving en structuur op Wikipedia lijkt. De hoofdpagina stelt dat Metapedia "de kijk op cultuur en geschiedenis" wil beïnvloeden. Daarin verschilt Metapedia fundamenteel van Wikipedia, waar gestreefd wordt naar neutraliteit. De eerste Metapedia-website was de Zweedse versie, die op 26 oktober 2006 gelanceerd werd. De Engelstalige versie volgde in 2007, de Nederlandse in 2011, en anno 2013 is de Hongaarse versie met ruim 144.000 artikelen de grootste.
Het woord "Metapedia" is een samenstelling, afgeleid van twee Oudgriekse woorden: μετά (metá), wat "over of erbuiten" betekent, en παιδεία (paideía), wat "opvoeding" betekent. Daarmee worden de twee kerngedachten van de bedenkers uitgedrukt: "schrijven over onderwerpen die niet besproken worden in mainstream-encyclopedieën" en het "metapolitiek doel, om de populaire en doorgaande debatvoering te beïnvloeden".
De in 17 talen geschreven website, waaronder Nederlands, is gevuld met artikelen waarin vanuit racistische en rechts-radicale gezichtspunten wordt geschreven. Het ontkennen van de Holocaust, de massamoord op de Europese Joden door het naziregime, in de geschiedschrijving "revisionisme" genoemd, is een op Metapedia veel voorkomend onderwerp, hoewel het ontkennen van de Holocaust in veel landen strafbaar is. Anders dan op Wikipedia worden dergelijke teksten op Metapedia niet verwijderd.